# Temporada 1963 de Fórmula 1
La temporada 1963 de Fórmula 1 fue la 14.ª del Campeonato Mundial de Fórmula 1 de la FIA. Se disputó entre el 26 de mayo y el 28 de diciembre. El campeonato consistió en 10 carreras.
Jim Clark ganó su primer Campeonato de Pilotos y Lotus ganó su primer Campeonato de Constructores.

## Resumen de la temporada
Jim Clark ganó su primer Campeonato de Pilotos con siete victorias, por dos de Graham Hill y una de John Surtees. El número de victorias de Jim Clark en una temporada no sería igualado hasta las siete victorias de Alain Prost en el 1984 y no sería superado hasta 1988, cuando Ayrton Senna ganó 8 carreras. Sin embargo, el mayor número de carreras en los campeonatos de 1984 y 1988 (dieciséis) mantienen el récord de Jim Clark de mayor porcentaje de victorias en una temporada (70% de los Grandes Premios disputados).

## Escuderías y pilotos
| Escudería                         | Chasis     | Chasis  | Motor                       | Neu. | Piloto                  | Rondas    |
| --------------------------------- | ---------- | ------- | --------------------------- | ---- | ----------------------- | --------- |
| Brabham Racing Organisation       | Lotus      | 25      | Climax FWMV 1.5 V8          | D    | Jack Brabham            | 1         |
| Brabham Racing Organisation       | Brabham    | BT7 BT3 | Climax FWMV 1.5 V8          | D    | Jack Brabham            | 2–10      |
| Brabham Racing Organisation       | Brabham    | BT7 BT3 | Climax FWMV 1.5 V8          | D    | Dan Gurney              | Todas     |
| Owen Racing Organisation          | BRM        | P57 P61 | BRM P56 1.5 V8              | D    | Richie Ginther          | Todas     |
| Owen Racing Organisation          | BRM        | P57 P61 | BRM P56 1.5 V8              | D    | Graham Hill             | Todas     |
| Cooper Car Company                | Cooper     | T66     | Climax FWMV 1.5 V8          | D    | Bruce McLaren           | Todas     |
| Cooper Car Company                | Cooper     | T66     | Climax FWMV 1.5 V8          | D    | Tony Maggs              | Todas     |
| Team Lotus                        | Lotus      | 25      | Climax FWMV 1.5 V8          | D    | Jim Clark               | Todas     |
| Team Lotus                        | Lotus      | 25      | Climax FWMV 1.5 V8          | D    | Trevor Taylor           | 1–6, 8–10 |
| Team Lotus                        | Lotus      | 25      | Climax FWMV 1.5 V8          | D    | Peter Arundell          | 4         |
| Team Lotus                        | Lotus      | 25      | Climax FWMV 1.5 V8          | D    | Mike Spence             | 7         |
| Team Lotus                        | Lotus      | 25      | Climax FWMV 1.5 V8          | D    | Pedro Rodríguez         | 8–9       |
| R.R.C. Walker Racing Team         | Cooper     | T60 T66 | Climax FWMV 1.5 V8          | D    | Jo Bonnier              | Todas     |
| British Racing Partnership        | Lotus      | 24      | BRM P56 1.5 V8              | D    | Jim Hall                | 1–9       |
| British Racing Partnership        | Lotus      | 24      | BRM P56 1.5 V8              | D    | Innes Ireland           | 1, 6      |
| British Racing Partnership        | BRP        | Mk 1    | BRM P56 1.5 V8              | D    | Innes Ireland           | 2–5, 7    |
| Reg Parnell Racing R.H.H. Parnell | Lola       | Mk4A    | Climax FWMV 1.5 V8          | D    | Chris Amon              | 1–7       |
| Reg Parnell Racing R.H.H. Parnell | Lola       | Mk4A    | Climax FWMV 1.5 V8          | D    | Maurice Trintignant     | 1         |
| Reg Parnell Racing R.H.H. Parnell | Lola       | Mk4A    | Climax FWMV 1.5 V8          | D    | Lucien Bianchi          | 2         |
| Reg Parnell Racing R.H.H. Parnell | Lola       | Mk4A    | Climax FWMV 1.5 V8          | D    | Mike Hailwood           | 7         |
| Reg Parnell Racing R.H.H. Parnell | Lola       | Mk4A    | Climax FWMV 1.5 V8          | D    | Masten Gregory          | 8–9       |
| Reg Parnell Racing R.H.H. Parnell | Lotus      | 24      | Climax FWMV 1.5 V8          | D    | Maurice Trintignant     | 4         |
| Reg Parnell Racing R.H.H. Parnell | Lotus      | 24      | Climax FWMV 1.5 V8          | D    | Mike Hailwood           | 5         |
| Reg Parnell Racing R.H.H. Parnell | Lotus      | 24      | BRM P56 1.5 V8              | D    | Masten Gregory          | 5         |
| Reg Parnell Racing R.H.H. Parnell | Lotus      | 24      | BRM P56 1.5 V8              | D    | Rodger Ward             | 8         |
| Reg Parnell Racing R.H.H. Parnell | Lotus      | 24      | BRM P56 1.5 V8              | D    | Hap Sharp               | 8–9       |
| Reg Parnell Racing R.H.H. Parnell | Lotus      | 24      | BRM P56 1.5 V8              | D    | Chris Amon              | 9         |
| Scuderia Ferrari SpA SEFAC        | Ferrari    | 156     | Ferrari 178 1.5 V6          | D    | Willy Mairesse          | 1–2, 6    |
| Scuderia Ferrari SpA SEFAC        | Ferrari    | 156     | Ferrari 178 1.5 V6          | D    | John Surtees            | Todas     |
| Scuderia Ferrari SpA SEFAC        | Ferrari    | 156     | Ferrari 178 1.5 V6          | D    | Ludovico Scarfiotti     | 3–4       |
| Scuderia Ferrari SpA SEFAC        | Ferrari    | 156     | Ferrari 178 1.5 V6          | D    | Lorenzo Bandini         | 7–10      |
| Bernard Collomb                   | Lotus      | 24      | Climax FWMV 1.5 V8          | D    | Bernard Collomb         | 1, 6      |
| Siffert Racing Team               | Lotus      | 24      | BRM P56 1.5 V8              | D    | Jo Siffert              | 1–9       |
| Scirocco Powell Racing Cars       | Scirocco   | SP      | BRM P56 1.5 V8              | D    | Tony Settember          | 2, 4–7    |
| Scirocco Powell Racing Cars       | Scirocco   | SP      | BRM P56 1.5 V8              | D    | Ian Burgess             | 5–6       |
| Automobili Turismo e Sport        | ATS        | 100     | ATS 100 1.5 V8              | D    | Phil Hill               | 2–3, 7–9  |
| Automobili Turismo e Sport        | ATS        | 100     | ATS 100 1.5 V8              | D    | Giancarlo Baghetti      | 2–3, 7–9  |
| Ecurie Maarsbergen                | Porsche    | 718     | Porsche 547/3 1.5 F4        | D    | Carel Godin de Beaufort | 2–3, 5–10 |
| Ecurie Maarsbergen                | Porsche    | 718     | Porsche 547/3 1.5 F4        | D    | Gerhard Mitter          | 3, 6      |
| Ecurie Filipinetti                | Lotus      | 24      | BRM P56 1.5 V8              | D    | Phil Hill               | 4         |
| Scuderia Centro Sud               | BRM        | P57     | BRM P56 1.5 V8              | D    | Lorenzo Bandini         | 4–6       |
| Scuderia Centro Sud               | BRM        | P57     | BRM P56 1.5 V8              | D    | Maurice Trintignant     | 7         |
| Scuderia Centro Sud               | BRM        | P57     | BRM P56 1.5 V8              | D    | Moisés Solana           | 9         |
| Scuderia Centro Sud               | Cooper     | T60     | Climax FWMV 1.5 V8          | D    | Mário de Araújo Cabral  | 6–7       |
| Scuderia Centro Sud               | Cooper     | T53     | Maserati 6-1500 1.5 L4      | D    | Ernesto Brambilla       | 7         |
| Tim Parnell                       | Lotus      | 24      | BRM P56 1.5 V8              | D    | Masten Gregory          | 4, 7      |
| Tim Parnell                       | Lotus      | Mk4     | Climax FWMV 1.5 V8          | D    | John Campbell-Jones     | 5         |
| Tim Parnell                       | Lotus      | 18/21   | Climax FWMV 1.5 V8          | D    | André Pilette           | 6         |
| Tim Parnell                       | Lotus      | 18/21   | Climax FWMV 1.5 V8          | D    | Tim Parnell             | 6         |
| DW Racing Enterprises             | Lola       | Mk4     | Climax FWMV 1.5 V8          | D    | Bob Anderson            | 5, 7      |
| Ian Raby Racing                   | Gilby      | 62      | BRM P56 1.5 V8              | D    | Ian Raby                | 5–7       |
| Kurt Kuhnke                       | Lotus      | 18      | Borgward 1500 RS 1.5 L4     | D    | Kurt Kuhnke             | 6         |
| Scuderia Settecolli               | De Tomaso  | F1      | Ferrari 178 1.5 V6          | D    | Roberto Lippi           | 7         |
| André Pilette                     | Lotus      | 18/21   | Climax FPF 1.5 L4           | D    | André Pilette           | 7         |
| Canadian Stebro Racing            | Stebro     | Mk IV   | Ford 109E 1.5 L4            | D    | Peter Broeker           | 8         |
| Frank Dochnal                     | Cooper     | T51     | Climax FPF 1.5 L4           | D    | Frank Dochnal           | 9         |
| Lawson Organisation               | Lotus      | 21      | Climax FPF 1.5 L4           | D    | Ernie Pieterse          | 10        |
| Selby Auto Spares                 | Lotus      | 24      | BRM P56 1.5 V8              | D    | Paddy Driver            | 10        |
| Otello Nucci                      | LDS        | Mk 1    | Alfa Romeo Giulietta 1.5 L4 | D    | Doug Serrurier          | 10        |
| Otello Nucci                      | Alfa Romeo | Special | Alfa Romeo Giulietta 1.5 L4 | D    | Peter de Klerk          | 10        |
| John Love                         | Cooper     | T55     | Climax FPF 1.5 L4           | D    | John Love               | 10        |
| Sam Tingle                        | LDS        | Mk 1    | Alfa Romeo Giulietta 1.5 L4 | D    | Sam Tingle              | 10        |
| Ted Lanfear                       | Lotus      | 22      | Ford 109E 1.5 L4            | D    | Brausch Niemann         | 10        |
| David Prophet                     | Brabham    | BT6     | Ford 109E 1.5 L4            | D    | David Prophet           | 10        |
| Scuderia Lupini                   | Cooper     | T51     | Maserati 6-1500 1.5 L4      | D    | Trevor Blokdyk          | 10        |

## Resultados
| Carrera                           | Fecha           | Circuito           | Piloto ganador | Constructor ganador | Resultados |
| --------------------------------- | --------------- | ------------------ | -------------- | ------------------- | ---------- |
| Gran Premio de Mónaco             | 26 de mayo      | Mónaco             | Graham Hill    | BRM                 | Resultados |
| Gran Premio de Bélgica            | 9 de junio      | Spa-Francorchamps  | Jim Clark      | Lotus-Climax        | Resultados |
| Gran Premio de los Países Bajos   | 23 de junio     | Zandvoort          | Jim Clark      | Lotus-Climax        | Resultados |
| Gran Premio de Francia            | 30 de junio     | Reims-Gueux        | Jim Clark      | Lotus-Climax        | Resultados |
| Gran Premio de Gran Bretaña       | 20 de julio     | Silverstone        | Jim Clark      | Lotus-Climax        | Resultados |
| Gran Premio de Alemania           | 4 de agosto     | Nürburgring        | John Surtees   | Ferrari             | Resultados |
| Gran Premio de Italia             | 8 de septiembre | Monza              | Jim Clark      | Lotus-Climax        | Resultados |
| Gran Premio de los Estados Unidos | 6 de octubre    | Watkins Glen       | Graham Hill    | BRM                 | Resultados |
| Gran Premio de México             | 27 de octubre   | Hermanos Rodríguez | Jim Clark      | Lotus-Climax        | Resultados |
| Gran Premio de Sudáfrica          | 28 de diciembre | Príncipe George    | Jim Clark      | Lotus-Climax        | Resultados |

## Clasificaciones

### Sistema de puntuación
- Puntuaban los seis primeros de cada carrera.
- Para el campeonato de pilotos solo se contabilizaban los 6 mejores resultados obtenidos por cada competidor.
- Para el campeonato de constructores solamente puntuaba el monoplaza mejor clasificado, aunque fuera de una escudería privada.

| Posición | 1.º | 2.º | 3.º | 4.º | 5.º | 6.º |
| Puntos   | 9   | 6   | 4   | 3   | 2   | 1   |

### Campeonato de Pilotos
| Pos. | Piloto                  | MON | BEL | NED | FRA | GBR | GER | ITA | USA | MEX | RSA | Puntos  |
| ---- | ----------------------- | --- | --- | --- | --- | --- | --- | --- | --- | --- | --- | ------- |
| 1    | Jim Clark               | 8   | 1   | 1   | 1   | 1   | (2) | 1   | (3) | 1   | (1) | 54 (73) |
| 2    | Graham Hill             | 1   | Ret | Ret | 3‡  | 3   | Ret | 16  | 1   | 4   | 3   | 29      |
| =    | Richie Ginther          | 2   | 4   | (5) | Ret | (4) | 3   | 2   | 2   | 3   | Ret | 29 (34) |
| 4    | John Surtees            | 4   | Ret | 3   | Ret | 2   | 1   | Ret | 9   | DSQ | Ret | 22      |
| 5    | Dan Gurney              | Ret | 3   | 2   | 5   | Ret | Ret | 14  | Ret | 6   | 2   | 19      |
| 6    | Bruce McLaren           | 3   | 2   | Ret | 12  | Ret | Ret | 3   | 11  | Ret | 4   | 17      |
| 7    | Jack Brabham            | 9   | Ret | Ret | 4   | Ret | 7   | 5   | 4   | 2   | 13  | 14      |
| 8    | Tony Maggs              | 5   | 7   | Ret | 2   | 9   | Ret | 6   | Ret | Ret | 7   | 9       |
| 9    | Innes Ireland           | Ret | Ret | 4   | 9   | Ret | Ret | 4   |     |     |     | 6       |
| =    | Lorenzo Bandini         |     |     |     | 10  | 5   | Ret | Ret | 5   | Ret | 5   | 6       |
| =    | Jo Bonnier              | 7   | 5   | 11  | NC  | Ret | 6   | 7   | 8   | 5   | 6   | 6       |
| 12   | Gerhard Mitter          |     |     | Ret |     |     | 4   |     |     |     |     | 3       |
| =    | Jim Hall                | Ret | Ret | 8   | 11  | 6   | 5   | 8   | 10  | 8   |     | 3       |
| 14   | Carel Godin de Beaufort |     | 6   | 9   |     | 10  | Ret | DNQ | 6   | 10  | 10  | 2       |
| 15   | Jo Siffert              | Ret | Ret | 7   | 6   | Ret | 9   | Ret | Ret | 9   |     | 1       |
| =    | Trevor Taylor           | 6   | Ret | 10  | 13  | Ret | 8   |     | Ret | Ret | 8   | 1       |
| =    | Ludovico Scarfiotti     |     |     | 6   | DNS |     |     |     |     |     |     | 1       |
| NC   | Chris Amon              | DNS | Ret | Ret | 7   | 7   | Ret | DNS |     | Ret |     | 0       |
| NC   | Hap Sharp               |     |     |     |     |     |     |     | Ret | 7   |     | 0       |
| NC   | Peter Broeker           |     |     |     |     |     |     |     | 7   |     |     | 0       |
| NC   | Maurice Trintignant     | Ret |     |     | 8   |     |     | 9   |     |     |     | 0       |
| NC   | Mike Hailwood           |     |     |     |     | 8   |     | 10  |     |     |     | 0       |
| NC   | Tony Settember          |     | 8   |     | Ret | Ret | Ret | DNQ |     |     |     | 0       |
| NC   | John Love               |     |     |     |     |     |     |     |     |     | 9   | 0       |
| NC   | Bernard Collomb         | DNQ |     |     |     |     | 10  |     |     |     |     | 0       |
| NC   | Phil Hill               |     | Ret | Ret | NC  |     |     | 11  | Ret | Ret |     | 0       |
| NC   | Masten Gregory          |     |     |     | Ret | 11  |     | Ret | Ret | Ret |     | 0       |
| NC   | Moisés Solana           |     |     |     |     |     |     |     |     | 11  |     | 0       |
| NC   | Doug Serrurier          |     |     |     |     |     |     |     |     |     | 11  | 0       |
| NC   | Bob Anderson            |     |     |     |     | 12  |     | 12  |     |     |     | 0       |
| NC   | Trevor Blokdyk          |     |     |     |     |     |     |     |     |     | 12  | 0       |
| NC   | John Campbell-Jones     |     |     |     |     | 13  |     |     |     |     |     | 0       |
| NC   | Mike Spence             |     |     |     |     |     |     | 13  |     |     |     | 0       |
| NC   | Brausch Niemann         |     |     |     |     |     |     |     |     |     | 14  | 0       |
| NC   | Giancarlo Baghetti      |     | Ret | Ret |     |     |     | 15  | Ret | Ret |     | 0       |
| NC   | Willy Mairesse          | Ret | Ret |     |     |     | Ret |     |     |     |     | 0       |
| NC   | Ian Burgess             |     |     |     |     | Ret | Ret |     |     |     |     | 0       |
| NC   | Pedro Rodríguez         |     |     |     |     |     |     |     | Ret | Ret |     | 0       |
| NC   | Ian Raby                |     |     |     |     | Ret | DNQ | DNQ |     |     |     | 0       |
| NC   | Lucien Bianchi          |     | Ret |     |     |     |     |     |     |     |     | 0       |
| NC   | Mário de Araújo Cabral  |     |     |     |     |     | Ret | DNS |     |     |     | 0       |
| NC   | Rodger Ward             |     |     |     |     |     |     |     | Ret |     |     | 0       |
| NC   | Peter de Klerk          |     |     |     |     |     |     |     |     |     | Ret | 0       |
| NC   | Sam Tingle              |     |     |     |     |     |     |     |     |     | Ret | 0       |
| NC   | Ernie Pieterse          |     |     |     |     |     |     |     |     |     | Ret | 0       |
| NC   | David Prophet           |     |     |     |     |     |     |     |     |     | Ret | 0       |
| NC   | André Pilette           |     |     |     |     |     | DNQ | DNQ |     |     |     | 0       |
| NC   | Tim Parnell             |     |     |     |     |     | DNQ |     |     |     |     | 0       |
| NC   | Kurt Kuhnke             |     |     |     |     |     | DNQ |     |     |     |     | 0       |
| NC   | Roberto Lippi           |     |     |     |     |     |     | DNQ |     |     |     | 0       |
| NC   | Ernesto Brambilla       |     |     |     |     |     |     | DNQ |     |     |     | 0       |
| NC   | Frank Dochnal           |     |     |     |     |     |     |     |     | DNQ |     | 0       |
| NC   | Paddy Driver            |     |     |     |     |     |     |     |     |     | DNS | 0       |
| Pos. | Piloto                  | MON | BEL | NED | FRA | GBR | GER | ITA | USA | MEX | RSA | Puntos  |

| Color      | Resultado                          |
| ---------- | ---------------------------------- |
| Oro        | Ganador                            |
| Plata      | 2.º puesto                         |
| Bronce     | 3.er puesto                        |
| Verde      | Finalizó en los puntos             |
| Azul       | Finalizó sin puntos                |
| Azul       | NC - No clasificado                |
| Violeta    | Ret - No terminó                   |
| Rojo       | DNQ - No se clasificó              |
| Rojo       | DNPQ - No se preclasificó          |
| Negro      | DSQ - Descalificado                |
| Blanco     | DNS - No empezó                    |
| Blanco     | WD - Retirado                      |
| Blanco     | C - Carrera cancelada              |
| Azul claro | TD - Entrenamientos libres (2003-) |
| Sin color  | DNP - Inscrito, pero no participó  |
| Sin color  | INJ - Inscrito, pero lesionado     |
| Sin color  | EX - Excluido                      |

| Estado  | Resultado                                                                             |
| ------- | ------------------------------------------------------------------------------------- |
| Negrita | Pole position                                                                         |
| Cursiva | Vuelta rápida                                                                         |
| 1-8     | Posiciones puntuables de clasificación sprint (2021-)                                 |
| †       | No acabó el Gran Premio, pero fue clasificado ya que completó el porcentaje necesario |
| ‡       | Monoplaza compartido                                                                  |
| ~       | Se otorgó la mitad de puntos ya que no se cumplió con el 75% de la carrera            |
| ≠       | No obtuvo puntos ya que era piloto invitado                                           |
| F2      | Inscrito para carrera de Fórmula 2, no sumaba puntos                                  |

#### Leyenda adicional
- Las puntuaciones sin paréntesis corresponden al cómputo oficial del Campeonato
  - La suma de la puntuación únicamente de los 6 mejores resultados del Campeonato, sin tener en cuenta los puntos que se hubieran obtenido en el resto de carreras.
- Las puntuaciones (entre paréntesis) corresponden al cómputo total de puntos obtenidos
  - La suma de la puntuación de todos los resultados del Campeonato, incluyendo los puntos obtenidos en carreras que no son computados para la clasificación final.

### Estadísticas de Campeonato de Pilotos
| Pos. | Piloto                  | N.º | País                | Puntos  | Victorias | Podios | Poles |
| ---- | ----------------------- | --- | ------------------- | ------- | --------- | ------ | ----- |
| 1    | Jim Clark               | 1   | Reino Unido         | 54 (73) | 7         | 9      | 7     |
| 2    | Graham Hill             | 5   | Reino Unido         | 29      | 2         | 5      | 2     |
| =    | Richie Ginther          | 6   | Estados Unidos      | 29 (34) |           | 5      |       |
| 4    | John Surtees            | 3   | Reino Unido         | 22      | 1         | 3      | 1     |
| 5    | Dan Gurney              | 9   | Estados Unidos      | 19      |           | 3      |       |
| 6    | Bruce McLaren           | 10  | Nueva Zelanda       | 17      |           | 3      |       |
| 7    | Jack Brabham            | 8   | Australia           | 14      |           | 1      |       |
| 8    | Tony Maggs              | 11  | Sudáfrica           | 9       |           | 1      |       |
| 9    | Jo Bonnier              | 12  | Suecia              | 6       |           |        |       |
| =    | Innes Ireland           | 32  | Reino Unido         | 6       |           |        |       |
| =    | Lorenzo Bandini         | 4   | Italia              | 6       |           |        |       |
| 12   | Jim Hall                | 16  | Estados Unidos      | 3       |           |        |       |
| =    | Gerhard Mitter          | 26  | Alemania Occidental | 3       |           |        |       |
| 14   | Carel Godin de Beaufort | 14  | Países Bajos        | 2       |           |        |       |
| 15   | Jo Siffert              | 14  | Suiza               | 1       |           |        |       |
| =    | Ludovico Scarfiotti     | 4   | Italia              | 1       |           |        |       |
| =    | Trevor Taylor           | 2   | Reino Unido         | 1       |           |        |       |
| NC   | Bob Anderson            | 48  | Reino Unido         |         |           |        |       |
| NC   | Phil Hill               | 25  | Estados Unidos      |         |           |        |       |
| NC   | Maurice Trintignant     | 66  | Francia             |         |           |        |       |
| NC   | Mike Hailwood           | 40  | Reino Unido         |         |           |        |       |
| NC   | Mike Spence             | 6   | Reino Unido         |         |           |        |       |
| NC   | Moisés Solana           | 13  | México              |         |           |        |       |
| NC   | Pedro Rodríguez         | 10  | México              |         |           |        |       |
| NC   | Masten Gregory          | 17  | Estados Unidos      |         |           |        |       |
| NC   | Peter de Klerk          | 18  | Sudáfrica           |         |           |        |       |
| NC   | Trevor Blokdyk          | 23  | Sudáfrica           |         |           |        |       |
| NC   | Roberto Lippi           | 50  | Italia              |         |           |        |       |
| NC   | Rodger Ward             | 18  | Estados Unidos      |         |           |        |       |
| NC   | Tim Parnell             | 30  | Reino Unido         |         |           |        |       |
| NC   | Tony Settember          | 34  | Estados Unidos      |         |           |        |       |
| NC   | Willy Mairesse          | 8   | Bélgica             |         |           |        |       |
| NC   | André Pilette           | 46  | Bélgica             |         |           |        |       |
| NC   | Peter Broeker           | 21  | Canadá              |         |           |        |       |
| NC   | Ernie Pieterse          | 7   | Sudáfrica           |         |           |        |       |
| NC   | Bernard Collomb         | 28  | Francia             |         |           |        |       |
| NC   | Brausch Niemann         | 21  | Sudáfrica           |         |           |        |       |
| NC   | Chris Amon              | 18  | Nueva Zelanda       |         |           |        |       |
| NC   | David Prophet           | 22  | Reino Unido         |         |           |        |       |
| NC   | Mário de Araújo Cabral  | 22  | Portugal            |         |           |        |       |
| NC   | Ernesto Brambilla       | 62  | Italia              |         |           |        |       |
| NC   | Giancarlo Baghetti      | 26  | Italia              |         |           |        |       |
| NC   | Hap Sharp               | 22  | Estados Unidos      |         |           |        |       |
| NC   | Ian Burgess             | 24  | Reino Unido         |         |           |        |       |
| NC   | Ian Raby                | 50  | Reino Unido         |         |           |        |       |
| NC   | John Campbell-Jones     | 24  | Reino Unido         |         |           |        |       |
| NC   | John Love               | 9   | Rodesia             |         |           |        |       |
| NC   | Lucien Bianchi          | 22  | Bélgica             |         |           |        |       |
| NC   | Doug Serrurier          | 16  | Sudáfrica           |         |           |        |       |

### Campeonato de Constructores
| Pos. | Constructor       | MON | BEL | NED | FRA | GBR | GER | ITA | USA | MEX | RSA | Puntos  |
| ---- | ----------------- | --- | --- | --- | --- | --- | --- | --- | --- | --- | --- | ------- |
| 1    | Lotus-Climax      | (6) | 1   | 1   | 1   | 1   | (2) | 1   | (3) | 1   | (1) | 54 (74) |
| 2    | BRM               | 1   | (4) | (5) | 3‡  | 3   | 3   | 2   | 1   | 3   | (3) | 36 (45) |
| 3    | Brabham-Climax    | Ret | 3   | 2   | 4   | Ret | 7   | (5) | 4   | 2   | 2   | 28 (30) |
| 4    | Ferrari           | 4   | Ret | 3   | Ret | 2   | 1   | Ret | 5   | Ret | 5   | 26      |
| 5    | Cooper-Climax     | 3   | 2   | 11  | 2   | 9   | (6) | 3   | 8   | 5   | 4   | 25 (26) |
| 6    | BRP-BRM           |     | Ret | 4   | 9   | Ret |     | 4   | WD  | WD  |     | 6       |
| 7    | Porsche           |     | 6   | 9   |     | 10  | 4   | DNQ | 6   | 10  | 10  | 5       |
| 8    | Lotus-BRM         | Ret | Ret | 7   | 6   | 6   | 5   | 8   | 10  | 7   | DNS | 4       |
| NC   | Lola-Climax       | Ret | Ret | Ret | 7   | 7   | Ret | 10  | Ret | Ret |     | 0       |
| NC   | Stebro-Ford       |     |     |     |     |     |     |     | 7   |     |     | 0       |
| NC   | Scirocco-BRM      | WD  | 8   | WD  | Ret | Ret | Ret | DNQ |     |     |     | 0       |
| NC   | ATS               | WD  | Ret | Ret | WD  | WD  | WD  | 11  | Ret | Ret |     | 0       |
| NC   | LDS-Alfa Romeo    |     |     |     |     |     |     |     |     |     | 11  | 0       |
| NC   | Cooper-Maserati   |     |     |     |     |     |     | DNQ |     |     | 12  | 0       |
| NC   | Lotus-Ford        |     |     |     |     |     |     |     |     |     | 14  | 0       |
| NC   | Gilby-BRM         |     |     |     |     | Ret | DNQ | DNQ |     |     |     | 0       |
| NC   | Alfa Romeo        |     |     |     |     |     |     |     |     |     | Ret | 0       |
| NC   | Lotus-Borgward    |     |     |     |     |     | DNQ |     |     |     |     | 0       |
| NC   | De Tomaso-Ferrari |     |     |     |     |     |     | DNQ |     |     |     | 0       |
| Pos. | Constructor       | MON | BEL | NED | FRA | GBR | GER | ITA | USA | MEX | RSA | Puntos  |

Leyenda adicional
- En negrita, los 6 mejores resultados computables para el Campeonato de Constructores
- Entre (paréntesis), el cómputo total de puntos obtenidos